# Semicarinata colorata
Semicarinata colorata är en insektsart som beskrevs av Liu, C. och Kang 2007. Semicarinata colorata ingår i släktet Semicarinata och familjen vårtbitare. Inga underarter finns listade i Catalogue of Life.